# Oncholaimus tenuicaudatus
Oncholaimus tenuicaudatus is een rondwormensoort uit de familie van de Oncholaimidae.